# Powroźnik (stacja kolejowa)
Powroźnik – stacja kolejowa w miejscowości Powroźnik, w województwie małopolskim, w Polsce.

## Ruch pasażerski
| Rok  | Wymiana pasażerska na dobę |
| ---- | -------------------------- |
| 2017 | 0-9                        |
| 2022 | 10-19                      |

Na stacji znajduje się czynna lokomotywownia.
W odległości 4,016 km od Powroźnika w stronę Krynicy znajdował się przystanek Krynica Wieś. Po 1945 został on zlikwidowany.